# Helconidea sibirica
Helconidea sibirica är en stekelart som beskrevs av Vladimir Ivanovich Tobias 1967. Helconidea sibirica ingår i släktet Helconidea och familjen bracksteklar. Inga underarter finns listade i Catalogue of Life.